# Щербачёв, Андрей Владимирович
Андрей Владимирович Щербачёв (18 января 1869, с. Мануйлово Кременчугского уезда Полтавской губернии — 1 февраля 1916, Киев) — русский композитор. Несмотря на одинаковое отчество, не брат, а лишь отдалённый родственник композиторов Владимира и Николая Щербачёвых.
Игре на фортепиано обучался у Н. Ф. Христиановича в Полтаве. В 1887—1889 гг. учился в Санкт-Петербургской консерватории (у Николая Римского-Корсакова, Анатолия Лядова и Феликса Блуменфельда). С 1893 г. состоял на государственной службе в Министерстве финансов и других ведомствах, дослужился до чина действительного статского советника. В последний год жизни предводитель дворянства Ямпольского уезда Подольской губернии.
Автор балета «Евника» по мотивам романа Генрика Сенкевича «Камо грядеши?», поставленного в 1907 г. в Мариинском театре Михаилом Фокиным (главные партии танцевали Матильда Кшесинская и Анна Павлова). Одна из его известных композиций - "Шествие" для оркестра.